# Cuatro Caminos, Bella Vista
Cuatro Caminos är en ort i Mexiko.   Den ligger i kommunen Bella Vista och delstaten Chiapas, i den sydöstra delen av landet, 900 km sydost om huvudstaden Mexico City. Cuatro Caminos ligger 1 527 meter över havet och antalet invånare är 343.
Terrängen runt Cuatro Caminos är bergig åt nordväst, men åt sydost är den kuperad. Runt Cuatro Caminos är det ganska tätbefolkat, med 80 invånare per kvadratkilometer. Närmaste större samhälle är Frontera Comalapa, 10,8 km nordost om Cuatro Caminos. I omgivningarna runt Cuatro Caminos växer huvudsakligen savannskog.